# Kowalewo (województwo zachodniopomorskie)
Kowalewo – osada w Polsce położona w województwie zachodniopomorskim, w powiecie gryfickim, w gminie Gryfice. 
Kowalewo znajduje się w odległości 1 km od miasta Gryfice. Osada położona przy drodze wojewódzkiej nr 105.
W latach 1975–1998 miejscowość administracyjnie należała do województwa szczecińskiego.